# Persistencies
Persistencies is een compositie van Leonardo Balada. 
Hij schreef het werk op verzoek van het pianistenconcours Three Rivers Piano Competition gehouden in de Amerikaanse stad Pittsburgh (Pennsylvania). Balada lichtte zijn werk toe in het boekwerkje bij de Naxos-uitgave. Hij schreef het in de stijl van minimal music (persistency betekent hardnekkig volhouden), maar dan toch afwijkend van bijvoorbeeld Philip Glass of Steve Reich. Het vormt gezien die stijl een uitzondering binnen het oeuvre van de van huis uit Spaanse componist, slechts een handvol van zijn composities is in die stijl geschreven. Persistencies vormde ook een uitzondering bij de ingezonden werken van het concours. De meeste uit te voeren werken waren volgens Balada afkomstig uit het classicisme of de romantiek.  Hij wilde een uitdagender stuk laten uitvoeren.
Persistencies is het 53e werk van de componist en volgde op Preludis obstinants, met obsessief herhaalde motieven. Eerder in 1978 had Balada ook al een werk opgeleverd onder een soortgelijke titel Persistèncias. Dat werk was geschreven voor een Spaans orkest en gitarist, ook in de stijl van minimal music.